# Eagle County
Das Eagle County [ˈiːgl̩] (englisch für Adler) ist ein County im zentralen bis nordwestlichen Teil des US-Bundesstaates Colorado. Der Verwaltungssitz (County Seat) ist Eagle.

## Geographie
Eagle County ist nach dem Eagle River – einem östlichen Nebenfluss des Colorado River – benannt, der den Bezirk von Westen nach Südosten durchfließt und in dessen Einzugsgebiet die meisten Wohnsiedlungen liegen. Südlich des Eagle liegt die Sawatchkette, ein dichtbewaldeter Höhenzug der Rocky Mountains, der zum White River National Forest erklärt wurde. Im Osten bilden die höchsten Gipfel der Gore Range die natürliche Bezirksgrenze zu Summit.
Das County wird im Uhrzeigersinn von den Countys Grand (Nordost), Summit, Lake, Pitkin, Garfield und Routt umschlossen.

## Geschichte
Der Verwaltungseinheit entstand 1883 aus der westlichen Region des Bezirks Summit, der heute westlich von Eagle nur noch einen sehr kleinen Bezirk umfasst, seinerzeit aber bis zur Staatsgrenze nach Utah reichte, wo die Gebiete heute unter der Verwaltung von Rio Blanco und Garfield stehen.

## Demografische Daten

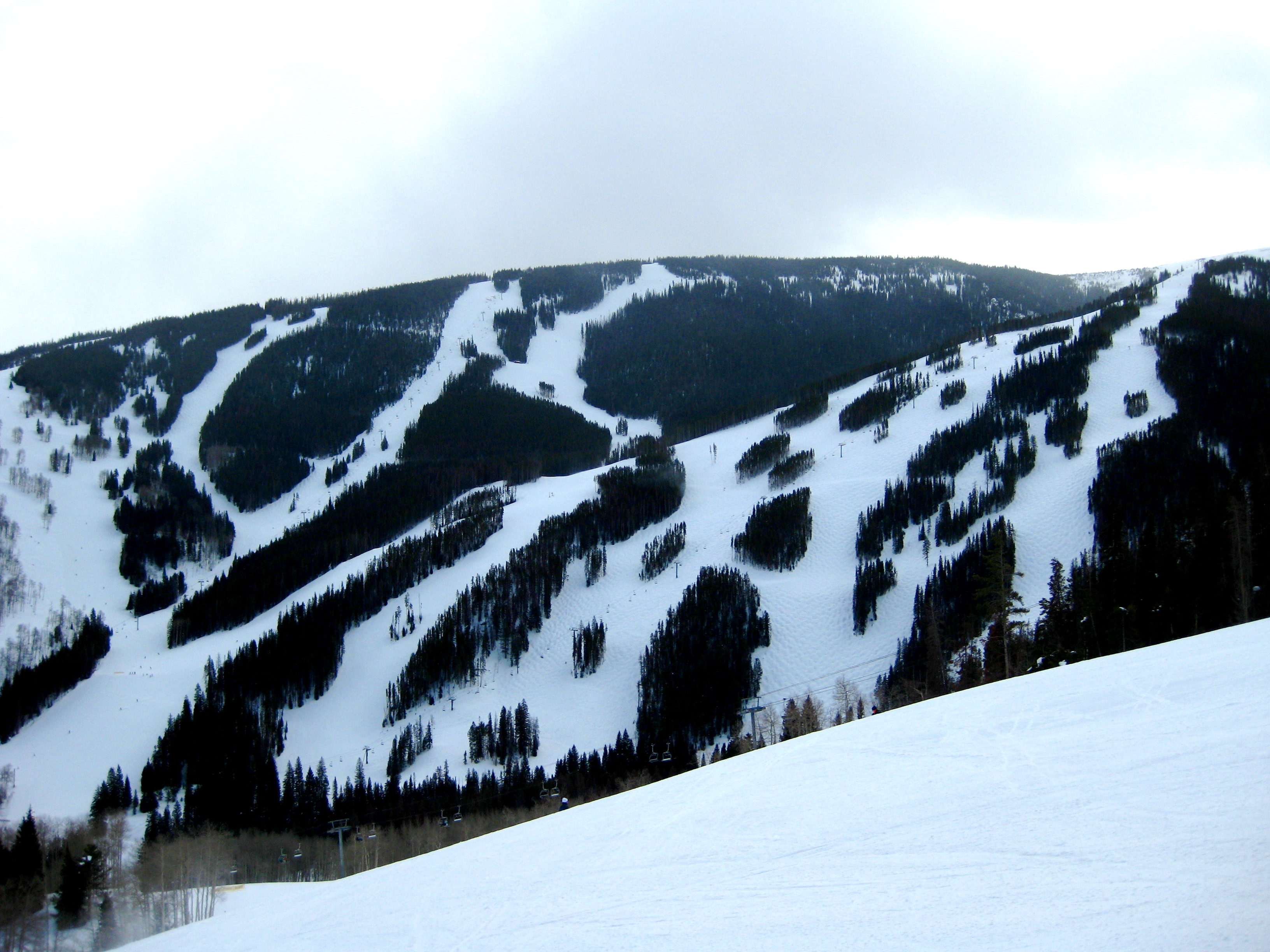
Skigebiet

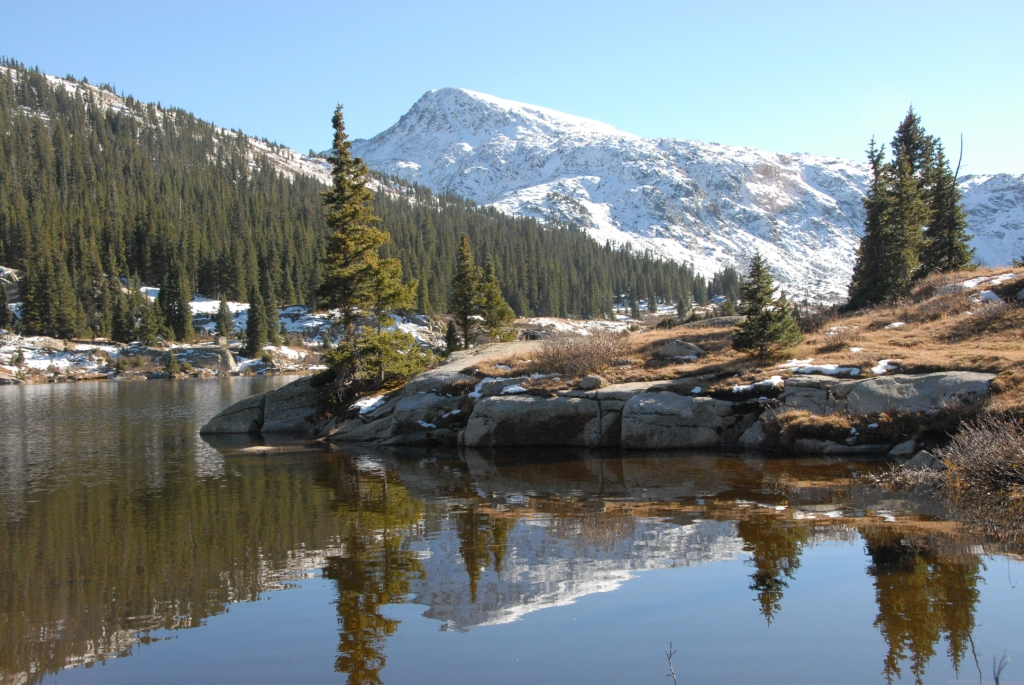
Der Cross Lake

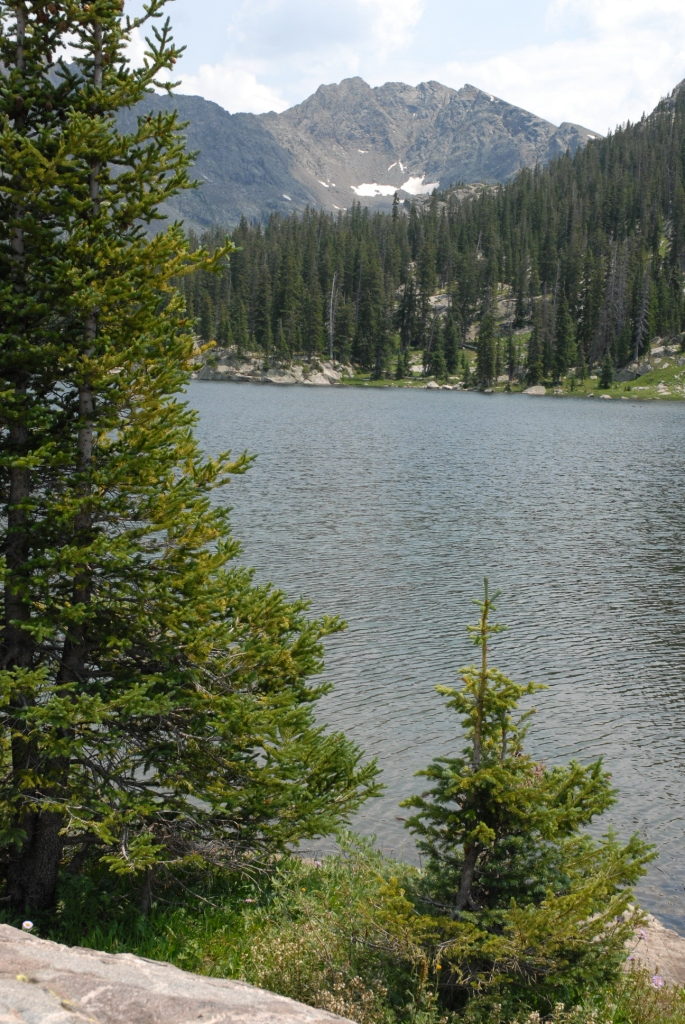
Der Lake Charles

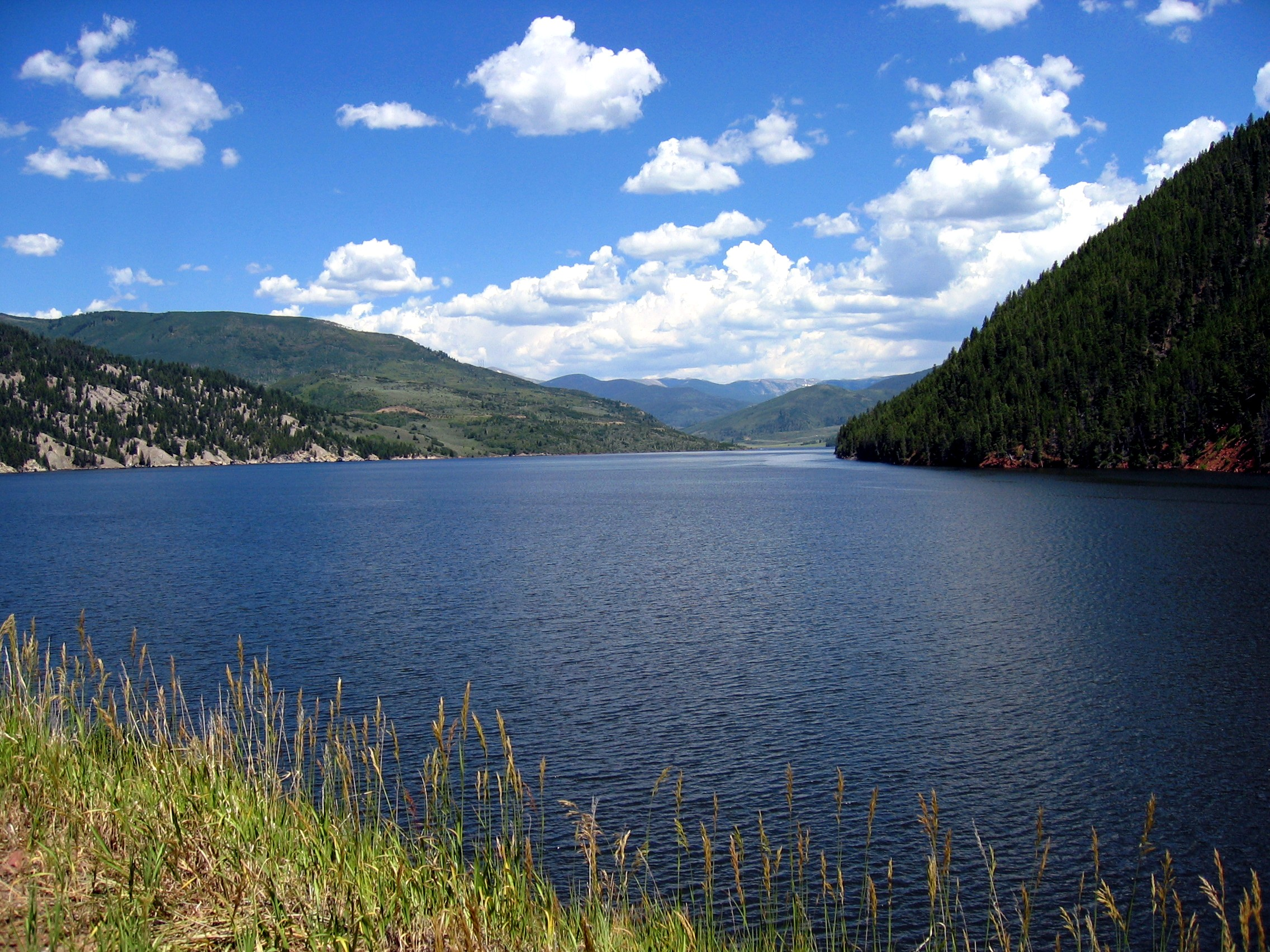
Das Ruedi Reservoir

Nach der Volkszählung im Jahr 2000 lebten im County 41.659 Menschen. Es gab 15.148 Haushalte und 9013 Familien. Die Bevölkerungsdichte betrug 10 Einwohner pro Quadratkilometer. Ethnisch betrachtet setzte sich die Bevölkerung zusammen aus 85,35 Prozent Weißen, 0,34 Prozent Afroamerikanern, 0,71 Prozent amerikanischen Ureinwohnern, 0,82 Prozent Asiaten, 0,07 Prozent Bewohnern aus dem pazifischen Inselraum und 10,80 Prozent aus anderen ethnischen Gruppen; 1,90 Prozent stammten von zwei oder mehr Ethnien ab. 23,24 Prozent der Bevölkerung waren spanischer oder lateinamerikanischer Abstammung.
Von den 15.148 Haushalten hatten 32,7 Prozent Kinder und Jugendliche unter 18 Jahre, die bei ihnen lebten. 50,0 Prozent waren verheiratete, zusammenlebende Paare, 5,6 Prozent waren allein erziehende Mütter. 40,5 Prozent waren keine Familien. 20,9 Prozent waren Singlehaushalte und in 1,9 Prozent lebten Menschen im Alter von 65 Jahren oder darüber. Die Durchschnittshaushaltsgröße betrug 2,73 und die durchschnittliche Familiengröße lag bei 3,17 Personen.
Auf das gesamte County bezogen setzte sich die Bevölkerung zusammen aus 23,5 Prozent Einwohnern unter 18 Jahren, 11,4 Prozent zwischen 18 und 24 Jahren, 42,1 Prozent zwischen 25 und 44 Jahren, 20,0 Prozent zwischen 45 und 64 Jahren und 3,0 Prozent waren 65 Jahre alt oder darüber. Das Durchschnittsalter betrug 31 Jahre. Auf 100 weibliche Personen kamen 121,0 männliche Personen, auf 100 Frauen im Alter ab 18 Jahren kamen statistisch 125,8 Männer.
Das jährliche Durchschnittseinkommen eines Haushalts betrug 62.682 USD, das Durchschnittseinkommen der Familien betrug 68.226 USD. Männer hatten ein Durchschnittseinkommen von 37.603 USD, Frauen 30.579 USD. Das Prokopfeinkommen betrug 32.011 USD. 7,8 Prozent der Bevölkerung und 3,9 Prozent der Familien lebten unterhalb der Armutsgrenze. Darunter waren 6,8 Prozent der Bevölkerung unter 18 Jahren und 7,6 Prozent der Einwohner ab 65 Jahren.

## Kultur und Sehenswürdigkeiten

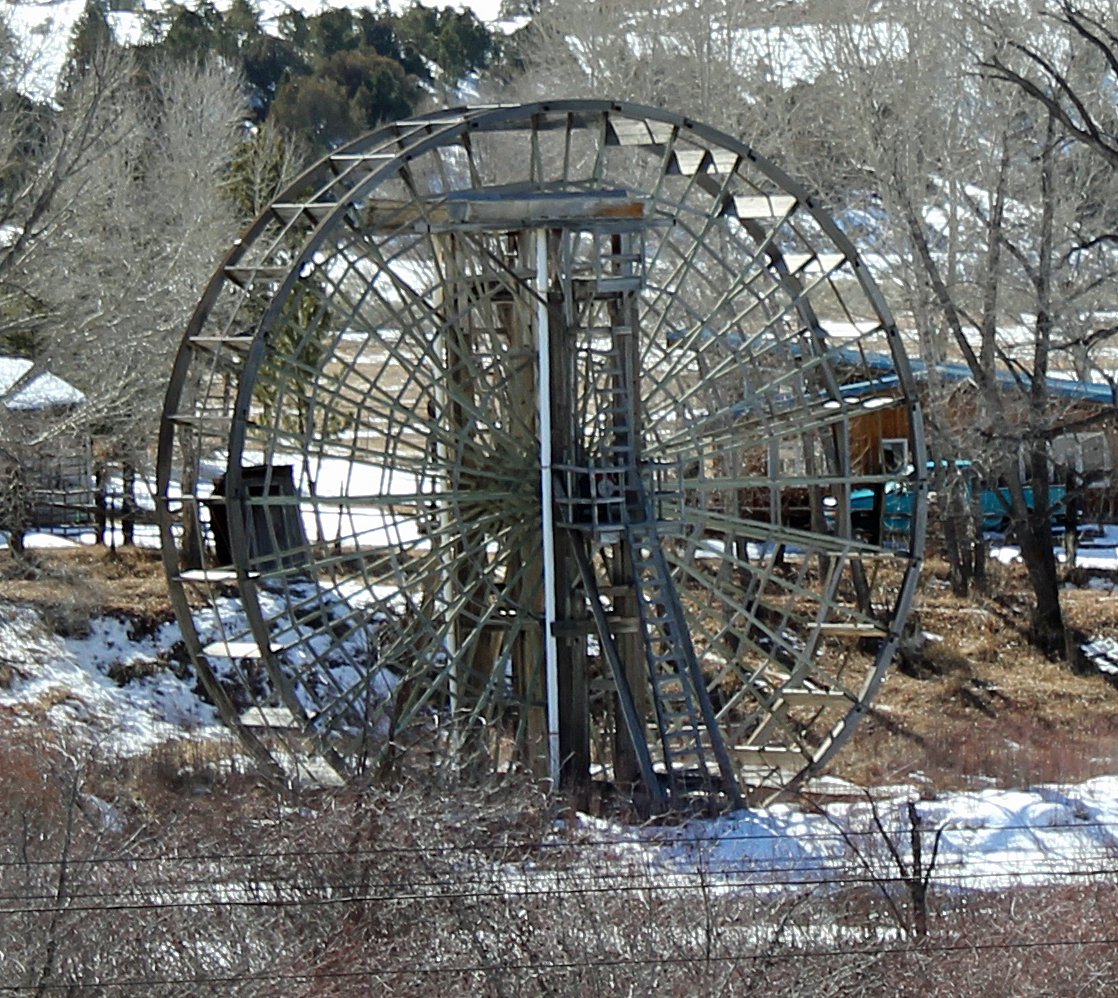
Waterwheel (2011). Diese 1922 erbaute Wassermühle steht am Colorado River südöstlich von McCoy und diente der landwirtschaftlichen Bewässerung. Im April 1977 wurde die Konstruktion als erstes Objekt des County in das NRHP aufgenommen.

Elf Bauwerke, Stätten und historische Bezirke (Historic Districts) des Countys sind im National Register of Historic Places („Nationales Verzeichnis historischer Orte“; NRHP) eingetragen (Stand 31. August 2022), darunter zwei Brücken, zwei archäologische Fundstätten und ein früherer Truppenübungsplatz der 10th Mountain Division („10. Gebirgsdivision“) der United States Army.

## Orte im Eagle County
Wohngebiete, die kein Stadtrecht besitzen, sondern lediglich amtlich festgelegte Siedlungen für die Volkszählung (census-designated place) sind, sind kursiv dargestellt.
- Avon
- Basalt
- Beaver Creek
- Belden
- Bighorn
- Bond
- Burns
- Carterville
- Copper Spur
- Dell
- Derby Junction
- Dotsero
- Dowds Junction
- Eagle
- Eagles Nest
- Eagle-Vail
- Edwards
- El Jebel
- Fulford
- Gilman
- Gypsum
- Hooks
- Leon
- McCoy
- Mid Vail
- Minturn
- Mitchell
- Pando
- Red Cliff
- Sheephorn
- State Bridge
- Thomasville
- Vail
- West Vail
- Wolcott

## Flüsse
- Colorado River
- Eagle River